# 东风2型内燃机车
东风2型内燃机车（DF2），原称ND2型内燃机车，是中国铁路的内燃机车车型之一，也是中国第一代电传动柴油机车的代表车型之一，与东风型内燃机车、东风3型内燃机车通称为“老东风”。东风2型内燃机车是由戚墅堰机车车辆工厂于1964年研制成功的调车柴油机车，装用一台1,080马力的6L207E型二冲程中速柴油机，适用于大型枢纽车站、编组场的调车作业、区间的小运转作业任务，是中国铁路牵引动力内燃化初期的主型调车机车，戚墅堰机车车辆工厂和成都机车车辆工厂于1964年至1986年间共生产了148台该型机车。除此之外，戚墅堰机车车辆工厂于1967年亦试制了一台1,800马力的东风2增型机车，采用涡轮增压的6L207EZ型柴油机作为动力装置，但没有投入批量生产。

## 发展历史

### 东风2型
1950年代，中国在大跃进形势的推动下踏上牵引动力内燃化的道路，并开始仿造试制多种形式的柴油机车。1956年，中华人民共和国铁道部制定了《铁路十二年科技发展规划》，提出牵引动力的改造是铁路技术改造的重点，要逐步由蒸汽机车转到电力机车和内燃机车。1958年9月，大连机车车辆厂参照苏联的TE3型2000马力柴油机车，成功试制了两台巨龙型柴油机车。巨龙型柴油机车是直流电传动的干线货运柴油机车，由两节结构相同的2000马力柴油机车联挂组成，采用仿苏联2Д100型二冲程中速柴油机作为动力装置。1960年底，铁道部要求大连厂在巨龙型机车的基础上，改进及试制2Д100型柴油机和ND型柴油机车。1963年12月，大连厂制成了ND型内燃机车，并于1965年投入批量生产，1966年改称为东风型柴油机车。东风型机车装用仿苏联2Д100型柴油机的10L207E型二冲程柴油机，装车功率调整为1800马力，采用直流电力传动。
1961年，在大连机车车辆厂仿制2Д100型柴油机的同时，戚墅堰机车车辆工厂也开始试制柴油机。1963年，铁道部成立了“大功率牵引动力内燃化、电气化领导小组”，确定了由戚墅堰工厂生产6L207E柴油机和ND2型调车柴油机车（“N”、“D”分别代表内燃机车、电力传动，是汉语拼音首字母缩写），其中，柴油机由大连机车车辆厂和戚机厂共同设计，主发电机和牵引电动机由上海电机厂等单位协作，整车由戚机厂设计并试制。1964年5月，戚墅堰工厂在10气缸的10L207E型柴油机第基础上，研制出第一台6气缸的6L207E型直列式二冲程柴油机，装车功率为1080马力。1964年10月，首台ND2型调车柴油机车在戚墅堰机车车辆工厂试制成功。1964年12月，这台机车交付北京铁路局北京内燃机务段试用，同年经铁道部鉴定批准后投入批量生产。1966年9月，ND2型机车正式更名为东风2型机车。
东风2型柴油机车总共生产了148台（未包括东风2增型，下述），其中戚墅堰机车车辆工厂在1964年至1983年间生产145台，成都机车车辆工厂于1985年至1986年间生产3台。1976年，东风2型柴油机车获得铁道部授予全路铁路科技优秀项目奖。该型机车作为中国第一代电力传动调车内燃机车，曾经是中国铁路内燃化初期的主型调车机车，其踪影遍及全国多个铁路局担当调车及小运转作业。1980年代初，由于香港境内的九广铁路英段（今港铁东铁线）的运输需求不断增长，加上为配合九广铁路英段进行现代化及电气化计划的过渡期，1981年4月至1982年4月期间，当时的九广铁路局曾向广州铁路局租用数辆东风2型机车，由香港司机驾驶并牵引本地的旅客列车和货物列车。

### 东风2增型
1960年代，大连热力机车研究所、天津机车车辆机械工厂、戚墅堰机车车辆工艺研究所等单位开始联合研制铁路机车用涡轮增压器，并参考了当时国外同类型增压器的结构方案，例如瑞士勃朗-包维利的VTR系列增压器，于1965年试制出第一台65GP100型涡轮增压器，采用轴流式涡轮增压器设计，涡轮最高进口温度为500℃，最高转速约为每分钟18000转。东风2增型机车是戚墅堰机车车辆工厂在东风2型调车机车的基础上，于1965年开始研制、1967年5月试制成功的干线客货两用柴油机车。与东风2型调车机车相比，东风2增型机车采用了加装65GP100型增压器的6L207EZ型柴油机，使标定功率由1080马力提高到1800马力（1323千瓦）；机车外形设计改成与东风型机车相同的内走廊棚式车体，车内设备布置方面亦作出了相应调整；机车上绝大部分部件和东风2型机车保持相同，个别的部件的尺寸及工作容量有所增大以适应柴油机功率的提升。东风2增型机车仅试制了一台，机车编号为3251，曾经在宁芜铁路南京至芜湖区段作为客运机车投入试运行，共计运行九个往返合2176公里，此后配属齐齐哈尔铁路局加格达奇机务段投入运用。由于65GP100型增压器的技术原因，东风2增型机车仅试制一台并未投入批量生产。

## 技术特点

### 东风2型

#### 总体布置

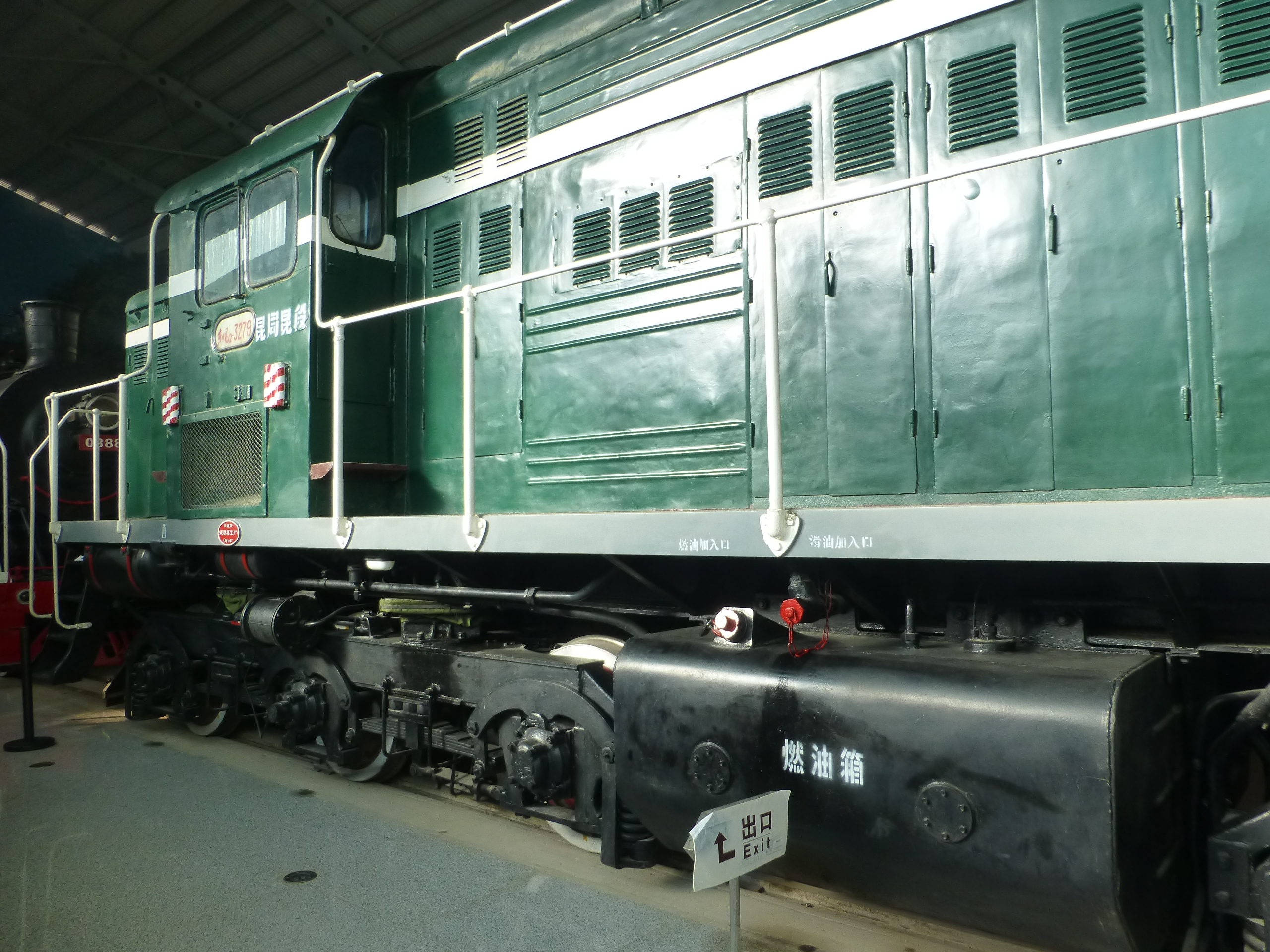
东风2型机车车体右侧

东风2型柴油机车是直流电力传动的调车柴油机车，车体外形及设备布置参考了苏联的TEM2型柴油机车。为了便于执行调车作业及日常维护，采用单司机室、外走廊式布置的全钢电焊结构罩式车体。机车车体为全钢焊接结构，从前端至后端分为冷却室、动力室、司机室和后机室四个部分，除动力室外其他各室均直接焊接在车架上。冷却室两侧设有两套独立的循环冷却水散热器单节，分别用于冷却来自柴油机和机油热交换器中的循环水；冷却室顶部装有一个直径1.4米的轴流式冷却风扇，该冷却风扇采用齿轮箱直接机械传动。冷却室与动力室之间设有机油系统和燃油系统的部件，包括起动机油泵、机油滤清器、机油热交换器等。动力室内安装了一套柴油发电机组，以及与柴油机输出轴相连、用于驱动牵引电动机通风机、空气压缩机、冷却风扇的变速箱。司机室内只有往前端方向左侧设有一个司机操纵台，司机室地板下设有包含励磁机和辅助发电机的双机组。后机室设有主电路和辅助电路的各种电器设备和蓄电池。车架下方有两台可互换使用的转向架，之间悬挂着一个可载4000公斤柴油的燃油箱。空气制动系统采用ET-6型制动机，四个总风缸分别置于车架四角。

#### 柴油机
东风2型柴油机车装用一台二冲程、直立式、无增压、对置活塞、燃油直接喷射的6L207E型柴油机，这是在10L207E型柴油机的基础上，将气缸数量由10缸改为6缸的变形设计。柴油机采用钢板焊成的箱形结构机体、合金铸铁湿式气缸套、球墨铸铁曲轴、铸铁油冷活塞、锻钢连杆及凸轮轴。气缸直径为207毫米，活塞行程为2×254毫米，额定转速为每分钟850转，额定功率为1080马力（805千瓦），单位燃油消耗率为175克/有效马力·小时，柴油机净重为14,000公斤。

#### 传动系统
传动系统使用直—直流电传动装置，柴油机通过半刚性联轴器驱动一台直流牵引发电机，并将发出的直流电供给六台直流牵引电动机。在首批生产的6台机车上采用了先行型柴油机车的电机，包括ZFN-650型直流牵引发电机（额定功率为700千瓦）及ZQ-200型直流牵引电动机（额定功率为200千瓦）。此后批量生产的机车改为装用东风型机车的电机，包括ZQFR-1350型牵引发电机及ZQDR-204型牵引电动机。
ZQFR-1350型牵引发电机为独立励磁的八极他励直流发电机，持续功率为1350千瓦，额定电压为550伏特，额定电流为2460安培，额定转速为每分钟850转，冷却方式为半密闭式自通风。每个转向架装有三台ZQDR-204型四极串励直流牵引电动机，六台牵引电动机采用“两串三并”方式连接（即每两台牵引电动机分为一组串联连接，三组牵引电动机并联连接），额定功率为204千瓦，额定电压为275伏特，额定电流为820安培，额定转速为每分钟515转，最高转速为2200转，冷却方式为半密闭式强迫通风。为了扩大机车的的恒功率调速范围，还可以对牵引电动机进行二级磁场削弱，磁场削弱率为44%、29%。

#### 转向架
机车走行部为两台三轴转向架，其结构与东风型机车的转向架基本相同。转向架构架采用“目”字形的铸钢件及钢板混合焊接结构。车轴轴承采用四列向心滚柱轴承，车轴轴箱采用导框式定位结构。一系悬挂装置由螺旋弹簧、钢板弹簧、均衡梁、橡胶垫等部件组成。牵引力和制动力则通过心盘传递给车体，作为转向架回转中心的心盘不参与承重。车体上部重量通过四个滚子式旁承传递到转向架构架上。牵引电动机采用滑动抱轴承半悬挂驱动方式，牵引电动机的一侧悬挂在转向架横梁托架上，而另一侧通过抱轴瓦悬挂在车轴上。牵引电动机输出的扭矩通过一级减速齿轮传递给轮对，牵引齿轮传动比为4.41（17：75），构造速度为95.3公里/小时。基础制动装置采用单侧闸瓦制动，每台转向架设有两个制动缸和六块闸瓦，制动倍率为11。

### 东风2增型

#### 总体布置
东风2增型柴油机车是直流电力传动的干线客货运通用柴油机车，机车外形设计方面与东风型机车大致相同，采用单司机室、内走廊式布置的全钢焊接结构棚式车体，机车车体由司机室、动力室，冷却室三部分组成。司机室前端设有五扇大前窗，司机室内机车运行方向的左侧设有司机操纵台，右侧设有副司机座席及工具箱；司机室后部为高压电气间，设有主电路和辅助电路的各种电器设备；司机室地板下设有包含励磁机和辅助发电机的双机组。动力室内安装了一套柴油发电机组，另设有机油滤清器、机油热交换器、燃油输送泵、燃油预热器、空气压缩机、辅助变速箱、牵引电动机通风机等设备。冷却室两侧设有两套独立的循环冷却水散热器单节，分别用于冷却来自柴油机和机油热交换器中的循环水，冷却室顶部装有一个直接机械传动的轴流式风扇。由于涡轮增压柴油机的功率和发热量增大，因此散热器单节数量由40节增加到60节，冷却风扇直径由1.4米增大到1.8米，膨胀水箱、热交换器、冷却水泵的工作容量都比东风2型机车有所提升，燃油、机油和冷却水的储备量亦相应增加。

#### 动力传动
东风2增型机车装用一台经过增压强化的6L207EZ型柴油机，这是在6L207E型柴油机的原来排气消音器的位置上，加装了65GP100型废气涡轮增压器（与东风增型机车采用相同型号的涡轮增压器），在保持柴油机净重不变的条件下，使装车功率由1080马力（805千瓦）提高到1800马力（1323千瓦），平均有效压力由610.95千帕提升至916.92千帕，单位燃油消耗率由175克/有效马力·小时下降至172克/有效马力·小时。直—直流电传动系统与东风2型机车完全相同，柴油机通过半刚性联轴器驱动一台ZQFR-1350型直流牵引发电机，并将发出的直流电供给六台ZQDR-204型四极串励直流牵引电动机。

#### 转向架
东风2增型机车的走行部为两台相同的无导框式三轴转向架，其结构与同时期研制的东风增型机车大致相同。转向架采用钢板组焊成箱形结构的“目”字形构架，轮对轴箱装置采用拉杆式弹性定位结构，一系悬挂为轴箱圆弹簧并带有液压减震器。转向架采用四点支承的旁承装置，车体上部重量通过八个带橡胶垫的平面滚子旁承坐落在两台转向架上，牵引力和制动力通过心盘传递。牵引电动机采用滑动抱轴承半悬挂驱动方式，输出的扭矩通过一级减速齿轮传递给轮对，牵引齿轮传动比为4.41（17：75），构造速度为95公里/小时。基础制动方式为单侧杠杆闸瓦制动。牵引电动机顺置、无导框轴箱拉杆、无均衡梁独立弹簧悬挂等新结构，此后亦被沿用到东风4型柴油机车上。

### 技术数据
| 制造厂                 | 戚墅堰机车车辆厂 成都机车车辆厂 | 戚墅堰机车车辆厂      |       |       |
| 用途                   | 调车及小运转                    | 干线客货运            |       |       |
| 产量                   | 148                             | 1                     |       |       |
| 生产年份               | 1964年—1986年                   | 1967年                |       |       |
| 柴油机                 | 6L207E                          | 6L207EZ               |       |       |
| 装车功率（马力）       | 1,080                           | 1,800                 |       |       |
| 装车功率（千瓦）       | 805                             | 1,323                 |       |       |
| 主发电机（额定功率）   | ZQFR-1350（1,350 kW）           | ZQFR-1350（1,350 kW） |       |       |
| 牵引电动机（额定功率） | ZQDR-204（204 kW）              | ZQDR-204（204 kW）    |       |       |
| 轴式                   | Co-Co                           | Co-Co                 | Co-Co | Co-Co |
| 整备重量（吨）         | 113                             | 117                   |       |       |
| 轴重（吨）             | 18.8                            | 19.5                  |       |       |
| 构造速度（公里/小时）  | 95.3                            | 95                    |       |       |
| 持续速度（公里/小时）  | 9.3                             | 17.8                  |       |       |
| 起动牵引力（公斤）     | 30,000                          | 30,000                |       |       |
| 起动牵引力（千牛）     | 294                             | 294                   |       |       |
| 持续牵引力（公斤）     | 20,350                          | 20,150                |       |       |
| 持续牵引力（千牛）     | 200                             | 198                   |       |       |
| 轮径（毫米）           | 1,050                           | 1,050                 | 1,050 | 1,050 |
| 轨距（毫米）           | 1,435                           | 1,435                 | 1,435 | 1,435 |
| 车钩中心线间距（毫米） | 16,340                          | 15,970                |       |       |
| 最大宽度（毫米）       | 3,374                           | 3,344                 |       |       |
| 最大高度（毫米）       | 4,607                           | 4,771                 |       |       |
| 通过最小曲线半径（米） | 80                              | 125                   |       |       |
| 燃油储备量（公斤）     | 4,000                           | 4,700                 |       |       |
| 机油储备量（公斤）     | 1,000                           | 1,200                 |       |       |
| 水储备量（公斤）       | 600                             | 800                   |       |       |
| 砂储备量（公斤）       | 1,000                           | 900                   |       |       |

## 车辆保存

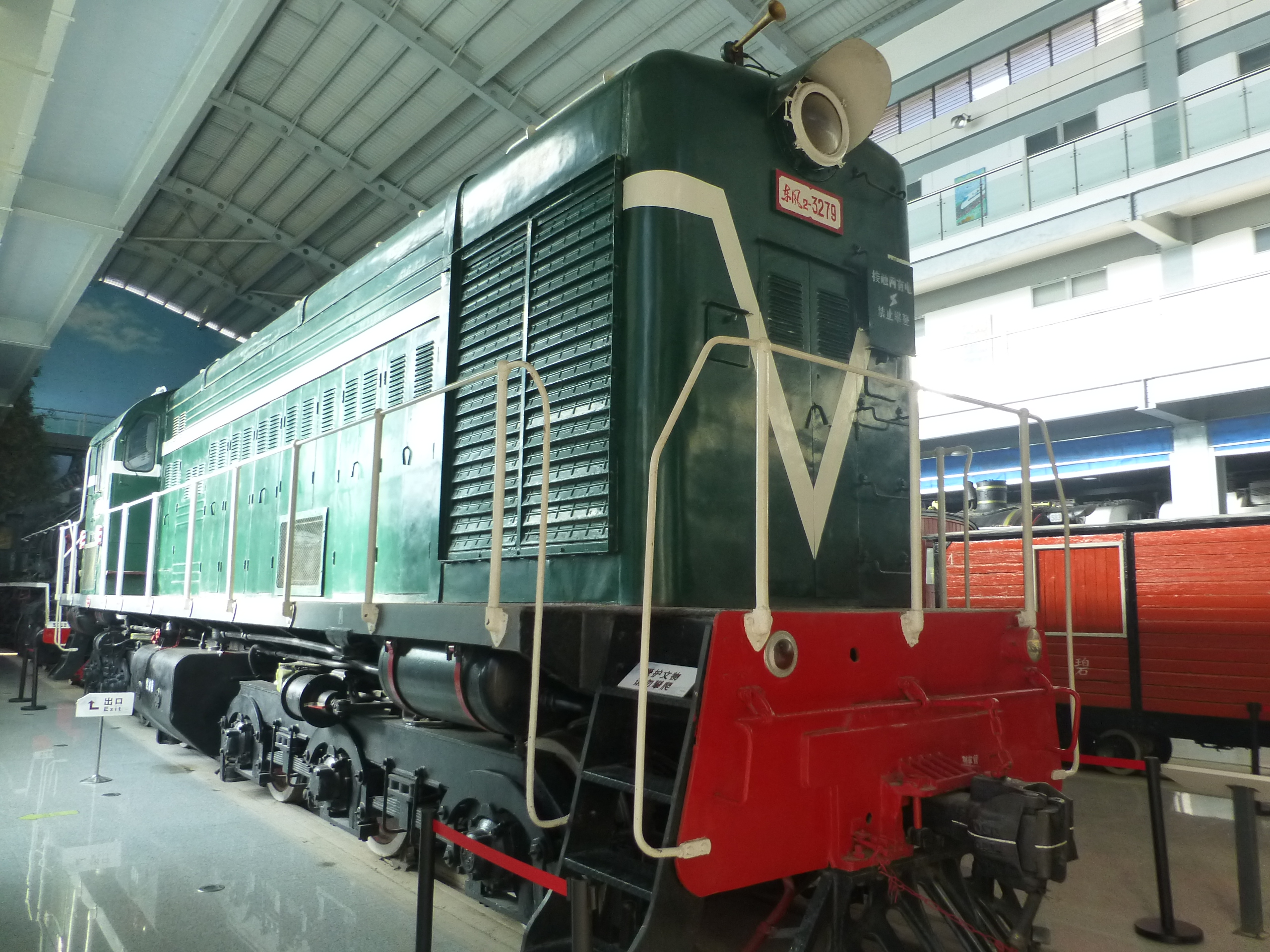
在云南铁路博物馆保存展示的东风2型3279号机车

- 东风2型3243号机车：原为成都机车车辆厂的厂内调车机车，成都机车车辆厂区于2016年整体搬迁到新都区石板滩街道，位于成都市成华区的旧厂区被重新开发成中车共享城艺展中心，该台机车成为中车共享城机车公园的展品，并于2019年4月起对外开放展示[7]。
- 东风2型3247号机车：原为成都机车车辆厂的厂内调车机车，于1969年1月交付成都机车车辆厂担当厂内调运作业，至2008年1月停止运用。2016年，成都机车车辆厂区于整体搬迁到新都区石板滩街道，成都机车车辆公司将该台机车重新整修，自2017年5月起于中车成都轨道交通产业园大门展示。
- 东风2型3279号机车：曾配属昆明铁路局昆明机务段，于2014年5月进入位于云南省昆明市的云南铁路博物馆（原昆明北站）保存展示。

## 参看
- 东风型柴油机车
- 东风4型柴油机车
- TE3型柴油机车
- TEM2型柴油机车